# Ишкуль (озеро, Челябинская область)
Ишку́ль — озеро в Челябинской области, севернее города Миасса. Находится у восточного подножия горы Ишкуль Ишкульского хребта, на территории Ильменского заповедника.

## География
Севернее расположены озёра Караматкуль, Сырыткуль, Терень-Куль, Карабалык, а также Аргазинское водохранилище. Юго-восточнее находится озеро Сеидкуль, с которым Ишкуль соединено протокой. Ближайшие населённые пункты — посёлки Новоандреевка (в составе городского округа Миасс) и Южный Горняк. Административно входит в городской округ Миасс.

## Гидрологические характеристики
Озеро сложной формы, состоит из двух длинных вытянутых с севера на юг частей, соединённых широким проливом. Длина около 3 километров, ширина до 1,5 километров, средняя глубина 7 метров, максимальная до 11 метров. На озере несколько заливов, полуостровов, три острова. Впадают несколько мелких рек.

## Название
Название башкирское, в переводе означает «па́рное, соединённое озеро», где иш — «парный, соединённый», куль — «озеро». Возможно название произошло от башкирского мужского имени Ишкул, где иш — «напарник, товарищ, собрат».

## Растительный и животный мир
В озере девять видов рыб, с 1948 года прижились бобры.